# Tröglitz
Tröglitz är en ortsteil i kommunen Elsteraue i Burgenlandkreis i förbundslandet Sachsen-Anhalt i Tyskland. Tröglitz var en kommun fram till den 1 juli 2003 när den uppgick i Elsteraue.
I Tröglitz fanns under andra världskriget ett av koncentrationslägret Buchenwalds satellitläger.